# 156880 Bernardtregon
156880 Bernardtregon este un asteroid din centura principală de asteroizi.

## Descriere
156880 Bernardtregon este un asteroid din centura principală de asteroizi. A fost descoperit pe 4 martie 2003 la Saint-Véran de Observatorul din Saint-Véran. Asteroidul prezintă o orbită caracterizată de o semiaxă mare de 2,38 ua, o excentricitate de 0,02 și o înclinație de 3,0° în raport cu ecliptica.